# Llista de topònims de Santa Maria de Merlès
Montmajor
Llista de topònims (noms propis de lloc) del municipi de Santa Maria de Merlès, al Berguedà
Informació actualitzada per un bot. Els canvis manuals es perdran quan s'actualitzi!

## abric rocós
| imatge | Nom                 | Ubicat a              | instància de | Detalls | coordenades                                                         | Protecció | Commons (més fotos) | Dades a WD                    |
| ------ | ------------------- | --------------------- | ------------ | ------- | ------------------------------------------------------------------- | --------- | ------------------- | ----------------------------- |
|        | Balma de la Cortada | Santa Maria de Merlès | abric rocós  |         | 42° 00′ 35″ N, 1° 58′ 39″ E / 42.009674888522°N,1.97756843178706°E  |           |                     | Modifica les dades a Wikidata |
|        | Balma de les Òlibes | Santa Maria de Merlès | abric rocós  |         | 42° 02′ 06″ N, 2° 00′ 07″ E / 42.0350706966142°N,2.00184326859472°E |           |                     | Modifica les dades a Wikidata |
|        | Balma dels Pòtols   | Santa Maria de Merlès | abric rocós  |         | 42° 00′ 36″ N, 1° 58′ 34″ E / 42.0099040358925°N,1.9759948308076°E  |           |                     | Modifica les dades a Wikidata |
|        | les Baumes          | Santa Maria de Merlès | abric rocós  |         | 42° 01′ 28″ N, 1° 58′ 57″ E / 42.0245796309965°N,1.98252368427468°E |           |                     | Modifica les dades a Wikidata |

## castell
| imatge | Nom               | Ubicat a              | instància de | Detalls                      | coordenades                                                            | Protecció                                            | Commons (més fotos) | Dades a WD                    |
| ------ | ----------------- | --------------------- | ------------ | ---------------------------- | ---------------------------------------------------------------------- | ---------------------------------------------------- | ------------------- | ----------------------------- |
|        | castell de Merlès | Santa Maria de Merlès | castell      | Estil: arquitectura romànica | 41° 59′ 55″ N, 1° 59′ 02″ E / 41.9986388889°N,1.98389166667°E 588 msnm | bé d'interès cultural bé cultural d'interès nacional | Castell de Merlès   | Modifica les dades a Wikidata |
|        | torre de Ginebret | Santa Maria de Merlès | castell      | Estil: arquitectura romànica | 41° 59′ 17″ N, 1° 55′ 44″ E / 41.9880972222°N,1.92898055556°E 725 msnm | bé d'interès cultural bé cultural d'interès nacional |                     | Modifica les dades a Wikidata |

## curs d'aigua
| imatge | Nom             | Ubicat a                                                | instància de                                        | Detalls                                                                    | coordenades                                                                                               | Protecció | Commons (més fotos) | Dades a WD                    |
| ------ | --------------- | ------------------------------------------------------- | --------------------------------------------------- | -------------------------------------------------------------------------- | --- | --------- | ------------------- | ----------------------------- |
|        | riera de Merlès | Santa Maria de Merlès                                   | curs d'aigua Reserva Natural Parcial àrea protegida | 1987 Desemboca: Llobregat Llarg: 47km Superfície: 70.01734ha Conca: 173km² | 42° 11′ 45″ N, 2° 01′ 52″ E / 42.195759°N,2.031138°E 41° 55′ 36″ N, 1° 52′ 56″ E / 41.926769°N,1.882085°E |           | Riera de Merlès     | Modifica les dades a Wikidata |
|        | riera de Relat  | Santa Maria de Merlès Oristà Sant Feliu Sasserra Avinyó | curs d'aigua                                        | Desemboca: Riera Gavarresa                                                 | 41° 59′ 35″ N, 1° 59′ 35″ E / 41.993115°N,1.99316°E 41° 51′ 43″ N, 1° 58′ 38″ E / 41.86204°N,1.977267°E   |           | Riera de Relat      | Modifica les dades a Wikidata |

## entitat singular de població
| imatge | Nom                        | Ubicat a              | instància de                                   | Detalls | coordenades                                                                                       | Protecció | Commons (més fotos)  | Dades a WD                    |
| ------ | -------------------------- | --------------------- | ---------------------------------------------- | ------- | ------------------------------------------------------------------------------------------------- | --------- | -------------------- | ----------------------------- |
|        | Sant Martí de Merlès       | Santa Maria de Merlès | entitat singular de població                   | 66 hab  | 42° 00′ 04″ N, 1° 59′ 00″ E / 42.001°N,1.98326°E ca:Sector central del terme municipal 529.5 msnm |           | Sant Martí de Merlès | Modifica les dades a Wikidata |
|        | Sant Miquel de Terradelles | Santa Maria de Merlès | entitat singular de població                   | 7 hab   | 41° 55′ 38″ N, 1° 58′ 33″ E / 41.9272041391447°N,1.97581094481533°E 582 msnm                      |           |                      | Modifica les dades a Wikidata |
|        | Sant Pau de Pinós          | Santa Maria de Merlès | entitat singular de població                   | 27 hab  | 41° 58′ 14″ N, 1° 57′ 21″ E / 41.9706°N,1.95575°E ca:Sector sud del terme municipal 771 msnm      |           | Sant Pau de Pinós    | Modifica les dades a Wikidata |
|        | Santa Maria de Merlès      | Santa Maria de Merlès | entitat singular de població capital municipal | 69 hab  | 42° 00′ 06″ N, 1° 58′ 45″ E / 42.001667°N,1.979167°E 551 msnm                                     |           |                      | Modifica les dades a Wikidata |
|        | la Molina                  | Santa Maria de Merlès | entitat singular de població                   | 6 hab   | 41° 59′ 00″ N, 1° 55′ 02″ E / 41.983385725075°N,1.9172771883306°E 458 msnm                        |           |                      | Modifica les dades a Wikidata |

## església
| imatge | Nom                                      | Ubicat a              | instància de                 | Detalls                                                        | coordenades | Protecció                                  | Commons (més fotos)                      | Dades a WD                    |
| ------ | ---------------------------------------- | --------------------- | ---------------------------- | -------------------------------------------------------------- | --- | ------------------------------------------ | ---------------------------------------- | ----------------------------- |
|        | Sant Amanç de Pedrós                     | Santa Maria de Merlès | església                     | Estil: arquitectura romànica                                   | 41° 57′ 21″ N, 1° 58′ 08″ E / 41.955797°N,1.968867°E ca:Sector sud del terme municipal                          | bé integrant del patrimoni cultural català | Sant Amanç de Pedrós                     | Modifica les dades a Wikidata |
|        | Sant Miquel de Terradelles               | Santa Maria de Merlès | església                     | Estil: arquitectura romànica                                   | 41° 55′ 39″ N, 1° 58′ 33″ E / 41.927526°N,1.975895°E ca:Sector sud del terme municipal                          | bé integrant del patrimoni cultural català | Sant Miquel de Terradelles               | Modifica les dades a Wikidata |
|        | Santa Magdalena de la Cortada dels Llucs | Santa Maria de Merlès | església                     | Estil: arquitectura popular                                    | 42° 00′ 22″ N, 1° 58′ 47″ E / 42.006203°N,1.979598°E                                                            | bé integrant del patrimoni cultural català | Santa Magdalena de la Cortada dels Llucs | Modifica les dades a Wikidata |
|        | Santa Margarida de Tortafè               | Santa Maria de Merlès | església                     | Estil: arquitectura romànica 12nd century                      | 41° 57′ 46″ N, 1° 55′ 10″ E / 41.962881°N,1.919409°E ca:Sector sud-oest del terme municipal                     | bé integrant del patrimoni cultural català |                                          | Modifica les dades a Wikidata |
|        | Santa Maria de Ginebret                  | Santa Maria de Merlès | església                     | Estil: arquitectura romànica                                   | 41° 58′ 48″ N, 1° 56′ 29″ E / 41.980026°N,1.941293°E                                                            | bé integrant del patrimoni cultural català | Santa Maria de Ginebret                  | Modifica les dades a Wikidata |
|        | capella de la Trinitat de Vilalta        | Santa Maria de Merlès | església capella             | 16th century                                                   | 42° 01′ 37″ N, 1° 59′ 19″ E / 42.0268585728674°N,1.98867210088809°E ca:Sector nord del terme municipal 564 msnm |                                            |                                          | Modifica les dades a Wikidata |
|        | església de Sant Martí de Merlès         | Sant Martí de Merlès  | església                     | Estil: arquitectura barroca 18th century                       | 42° 00′ 04″ N, 1° 58′ 59″ E / 42.001203°N,1.982948°E 529 msnm                                                   | bé integrant del patrimoni cultural català | Església de Sant Martí de Merlès         | Modifica les dades a Wikidata |
|        | església de Sant Pau de Pinós            | Santa Maria de Merlès | església                     | Estil: arquitectura romànica arquitectura popular 11st century | 41° 58′ 14″ N, 1° 57′ 22″ E / 41.9706462327373°N,1.95617906064795°E ca:Sant Pau de Pinós 771 msnm               | bé integrant del patrimoni cultural català | Església de Sant Pau de Pinós            | Modifica les dades a Wikidata |
|        | església de Santa Maria de Merlès        | Santa Maria de Merlès | església església parroquial | Estil: arquitectura barroca                                    | 42° 00′ 05″ N, 1° 58′ 40″ E / 42.001289°N,1.977913°E                                                            | bé integrant del patrimoni cultural català | Església de Santa Maria de Merlès        | Modifica les dades a Wikidata |
|        | la Trinitat de la Tor                    | Santa Maria de Merlès | església                     | Estil: arquitectura romànica 13rd century                      | 42° 00′ 00″ N, 1° 56′ 38″ E / 42.000072°N,1.944016°E ca:Sector oest del terme municipal                         | bé integrant del patrimoni cultural català |                                          | Modifica les dades a Wikidata |

## font
| imatge | Nom                   | Ubicat a              | instància de | Detalls | coordenades                                                                                               | Protecció | Commons (més fotos) | Dades a WD                    |
| ------ | --------------------- | --------------------- | ------------ | ------- | --- | --------- | ------------------- | ----------------------------- |
|        | font de Cal Peuplà    | Santa Maria de Merlès | font         |         | 42° 00′ 44″ N, 1° 59′ 00″ E / 42.0121222961765°N,1.98338648890609°E                                       |           |                     | Modifica les dades a Wikidata |
|        | font de Montclús      | Santa Maria de Merlès | font         |         | 42° 02′ 47″ N, 1° 59′ 58″ E / 42.0464960411°N,1.99933234063266°E                                          |           |                     | Modifica les dades a Wikidata |
|        | font del Molí del Mas | Santa Maria de Merlès | font         |         | 41° 59′ 27″ N, 1° 58′ 21″ E / 41.9907963448056°N,1.97242580524321°E ca:Sector central del terme municipal |           |                     | Modifica les dades a Wikidata |
|        | font del Senyor Lluís | Santa Maria de Merlès | font         |         | 42° 01′ 10″ N, 2° 00′ 22″ E / 42.019313798547°N,2.0060454453272°E                                         |           |                     | Modifica les dades a Wikidata |

## masia
| imatge | Nom                    | Ubicat a              | instància de     | Detalls                                  | coordenades                                                                                                | Protecció                                            | Commons (més fotos)                           | Dades a WD                    |
| ------ | ---------------------- | --------------------- | ---------------- | ---------------------------------------- | --- | ---------------------------------------------------- | --------------------------------------------- | ----------------------------- |
|        | Borrelleres            | Santa Maria de Merlès | masia            |                                          | 42° 01′ 19″ N, 2° 00′ 09″ E / 42.021983920709°N,2.0023802838055°E                                          |                                                      |                                               | Modifica les dades a Wikidata |
|        | Bufarell               | Santa Maria de Merlès | masia            |                                          | 41° 57′ 45″ N, 1° 58′ 39″ E / 41.962389786035°N,1.97748007884009°E                                         |                                                      |                                               | Modifica les dades a Wikidata |
|        | Ca l'Andaló            | Santa Maria de Merlès | masia            |                                          | 42° 01′ 19″ N, 2° 00′ 39″ E / 42.022057091595°N,2.0108341531669°E                                          |                                                      |                                               | Modifica les dades a Wikidata |
|        | Ca l'Anglada           | Santa Maria de Merlès | masia            |                                          | 42° 02′ 20″ N, 1° 58′ 11″ E / 42.0389391009218°N,1.96975362402353°E                                        |                                                      |                                               | Modifica les dades a Wikidata |
|        | Cal Correu             | Santa Maria de Merlès | masia            |                                          | 41° 57′ 13″ N, 1° 54′ 51″ E / 41.953634982649°N,1.914161228465°E                                           |                                                      |                                               | Modifica les dades a Wikidata |
|        | Cal Fargues            | Santa Maria de Merlès | masia            | 18th century                             | 41° 59′ 49″ N, 1° 58′ 43″ E / 41.9969209317664°N,1.97849705786093°E ca:Sector central del terme municipal  |                                                      |                                               | Modifica les dades a Wikidata |
|        | Cal Ferrer             | Santa Maria de Merlès | masia            | 18th century                             | 41° 59′ 36″ N, 1° 58′ 22″ E / 41.9933034720374°N,1.97279596613664°E ca:Sector central del terme municipal  |                                                      |                                               | Modifica les dades a Wikidata |
|        | Cal Font               | Santa Maria de Merlès | masia            | 17th century                             | 42° 01′ 01″ N, 1° 59′ 21″ E / 42.0169559072734°N,1.98917928015489°E ca:Sector central del terme municipal  |                                                      |                                               | Modifica les dades a Wikidata |
|        | Cal Fuster             | Santa Maria de Merlès | masia            | 18th century                             | 41° 59′ 49″ N, 1° 58′ 47″ E / 41.9968683102432°N,1.97966907053132°E ca:Sector central del terme municipal  |                                                      |                                               | Modifica les dades a Wikidata |
|        | Cal Gervasi            | Santa Maria de Merlès | masia            | Estil: arquitectura popular              | 41° 58′ 50″ N, 1° 56′ 51″ E / 41.980515°N,1.947453°E                                                       | bé integrant del patrimoni cultural català           |                                               | Modifica les dades a Wikidata |
|        | Cal Pati               | Santa Maria de Merlès | masia            |                                          | 42° 00′ 43″ N, 1° 59′ 11″ E / 42.0119°N,1.9864°E 546 msnm                                                  |                                                      |                                               | Modifica les dades a Wikidata |
|        | Cal Peiró              | Santa Maria de Merlès | masia            |                                          | 42° 00′ 40″ N, 1° 59′ 06″ E / 42.0111372489237°N,1.98504459735255°E                                        |                                                      |                                               | Modifica les dades a Wikidata |
|        | Cal Porter             | Santa Maria de Merlès | masia            | 19th century                             | 41° 57′ 55″ N, 1° 54′ 51″ E / 41.9652228578662°N,1.91427119785422°E ca:Sector sud-oest del terme municipal |                                                      |                                               | Modifica les dades a Wikidata |
|        | Cal Puig               | Santa Maria de Merlès | masia            |                                          | 41° 58′ 49″ N, 1° 56′ 52″ E / 41.9803687456714°N,1.94778798952752°E                                        |                                                      |                                               | Modifica les dades a Wikidata |
|        | Cal Ramàs              | Santa Maria de Merlès | masia            |                                          | 41° 57′ 15″ N, 1° 54′ 29″ E / 41.9542759585808°N,1.90815865027562°E                                        |                                                      |                                               | Modifica les dades a Wikidata |
|        | Cal Ribera             | Santa Maria de Merlès | masia            | 18th century                             | 41° 59′ 38″ N, 1° 58′ 25″ E / 41.9940031380936°N,1.97348497118156°E ca:Sector central del terme municipal  |                                                      |                                               | Modifica les dades a Wikidata |
|        | Cal Roca               | Santa Maria de Merlès | masia            |                                          | 41° 56′ 36″ N, 1° 58′ 32″ E / 41.9434497495667°N,1.97555097076885°E ca:Sector sud del terme municipal      |                                                      |                                               | Modifica les dades a Wikidata |
|        | Cal Sansó              | Santa Maria de Merlès | masia            |                                          | 41° 58′ 16″ N, 1° 57′ 44″ E / 41.971191073392°N,1.9621388533965°E                                          |                                                      |                                               | Modifica les dades a Wikidata |
|        | Cal Sicull             | Santa Maria de Merlès | masia            | 19th century                             | 41° 59′ 24″ N, 1° 57′ 27″ E / 41.9899055964441°N,1.9575425360291°E ca:Sector oest del terme municipal      |                                                      |                                               | Modifica les dades a Wikidata |
|        | Cama d'Oca             | Santa Maria de Merlès | masia            |                                          | 41° 59′ 59″ N, 1° 58′ 41″ E / 41.999609198558°N,1.97797108259119°E                                         |                                                      |                                               | Modifica les dades a Wikidata |
|        | Camprodon              | Santa Maria de Merlès | masia            |                                          | 41° 58′ 29″ N, 1° 57′ 26″ E / 41.974749383025°N,1.9572532280891°E                                          |                                                      |                                               | Modifica les dades a Wikidata |
|        | Casanova               | Santa Maria de Merlès | masia            |                                          | 41° 59′ 12″ N, 1° 59′ 27″ E / 41.986527999214°N,1.99078349612278°E                                         |                                                      |                                               | Modifica les dades a Wikidata |
|        | Casanova de les Cases  | Santa Maria de Merlès | masia            |                                          | 41° 59′ 38″ N, 1° 56′ 57″ E / 41.9938828616169°N,1.94924360320874°E                                        |                                                      |                                               | Modifica les dades a Wikidata |
|        | Cererols               | Santa Maria de Merlès | masia            | 19th century                             | 41° 59′ 40″ N, 1° 56′ 00″ E / 41.9944665383381°N,1.93342984376772°E ca:Sector oest del terme municipal     |                                                      |                                               | Modifica les dades a Wikidata |
|        | Colldellosa            | Santa Maria de Merlès | masia            | 18th century                             | 42° 00′ 34″ N, 2° 00′ 00″ E / 42.0094589285212°N,2.00008213954143°E ca:Sector est del terme municipal      |                                                      |                                               | Modifica les dades a Wikidata |
|        | Colomeres              | Santa Maria de Merlès | masia            |                                          | 41° 59′ 40″ N, 1° 57′ 40″ E / 41.9944873615659°N,1.96123468716047°E                                        |                                                      |                                               | Modifica les dades a Wikidata |
|        | Costa de la Cavalleria | Santa Maria de Merlès | masia            | Estil: arquitectura popular              | 41° 58′ 52″ N, 1° 58′ 32″ E / 41.980993°N,1.975499°E ca:Sector sud del terme municipal                     | bé cultural d'interès nacional                       |                                               | Modifica les dades a Wikidata |
|        | Escrigues              | Santa Maria de Merlès | masia            | Estil: arquitectura popular 1905         | 42° 00′ 20″ N, 1° 58′ 42″ E / 42.005463°N,1.978366°E ca:Sector central del terme municipal                 | bé integrant del patrimoni cultural català           | Mas Escrigues (Santa Maria de Merlès)         | Modifica les dades a Wikidata |
|        | Esmerats               | Santa Maria de Merlès | masia            | 18th century                             | 41° 59′ 44″ N, 1° 58′ 03″ E / 41.9955894702379°N,1.96759166733239°E ca:Sector central del terme municipal  |                                                      |                                               | Modifica les dades a Wikidata |
|        | Llofrens               | Santa Maria de Merlès | masia            | 17th century                             | 41° 57′ 44″ N, 1° 58′ 41″ E / 41.962326636537°N,1.9779702063856°E ca:Sector sud del terme municipal        |                                                      |                                               | Modifica les dades a Wikidata |
|        | Mas Pedrós             | Santa Maria de Merlès | masia            | Estil: arquitectura popular              | 41° 57′ 14″ N, 1° 58′ 12″ E / 41.953844°N,1.970021°E                                                       | bé integrant del patrimoni cultural català           |                                               | Modifica les dades a Wikidata |
|        | Mas Vilalta            | Santa Maria de Merlès | masia            | Estil: arquitectura popular              | 42° 01′ 35″ N, 1° 59′ 17″ E / 42.026516°N,1.988175°E                                                       | bé integrant del patrimoni cultural català           |                                               | Modifica les dades a Wikidata |
|        | Masoveria d'Escrigues  | Santa Maria de Merlès | masia            | Estil: arquitectura popular 18th century | 42° 00′ 16″ N, 1° 58′ 45″ E / 42.00447°N,1.979142°E ca:Sector central del terme municipal                  | bé integrant del patrimoni cultural català           | Masoveria d'Escrigues (Santa Maria de Merlès) | Modifica les dades a Wikidata |
|        | Montclús               | Santa Maria de Merlès | masia            |                                          | 42° 02′ 50″ N, 2° 00′ 08″ E / 42.0472058941456°N,2.00224539875264°E                                        |                                                      |                                               | Modifica les dades a Wikidata |
|        | Pregones               | Santa Maria de Merlès | masia            |                                          | 41° 58′ 15″ N, 1° 56′ 47″ E / 41.9707004679001°N,1.94634196243755°E                                        |                                                      |                                               | Modifica les dades a Wikidata |
|        | Puigferrat             | Santa Maria de Merlès | masia            |                                          | 41° 56′ 42″ N, 1° 58′ 20″ E / 41.9450233704295°N,1.97224433204945°E                                        |                                                      |                                               | Modifica les dades a Wikidata |
|        | Rocamentidera          | Santa Maria de Merlès | masia            |                                          | 42° 01′ 26″ N, 2° 01′ 05″ E / 42.023920358044°N,2.0180526369802°E                                          |                                                      |                                               | Modifica les dades a Wikidata |
|        | Salabert               | Santa Maria de Merlès | masia            |                                          | 42° 00′ 11″ N, 1° 57′ 56″ E / 42.0031721420682°N,1.96550083807394°E                                        |                                                      |                                               | Modifica les dades a Wikidata |
|        | Sant Miquel Nou        | Santa Maria de Merlès | masia            |                                          | 41° 55′ 43″ N, 1° 58′ 19″ E / 41.9286556382656°N,1.97194025037961°E                                        |                                                      |                                               | Modifica les dades a Wikidata |
|        | Serra de Degollats     | Santa Maria de Merlès | masia casa forta | Estil: arquitectura popular 17th century | 41° 59′ 22″ N, 1° 59′ 20″ E / 41.989527°N,1.98888°E ca:Sector est del terme municipal 725 msnm             | bé d'interès cultural bé cultural d'interès nacional | Serra de Degollats                            | Modifica les dades a Wikidata |
|        | Terradelles            | Santa Maria de Merlès | masia            | Estil: arquitectura popular              | 41° 55′ 39″ N, 1° 58′ 32″ E / 41.92737°N,1.975608°E ca:Sector sud del terme municipal                      | bé integrant del patrimoni cultural català           |                                               | Modifica les dades a Wikidata |
|        | Teulats                | Santa Maria de Merlès | masia            | 17th century                             | 42° 00′ 08″ N, 2° 00′ 06″ E / 42.0021583028531°N,2.00153678075644°E ca:Sector est del terme municipal      |                                                      |                                               | Modifica les dades a Wikidata |
|        | Torrents               | Santa Maria de Merlès | masia            | 18th century                             | 42° 02′ 21″ N, 1° 59′ 09″ E / 42.0392718463873°N,1.98587765814545°E ca:Sector nord del terme municipal     |                                                      |                                               | Modifica les dades a Wikidata |
|        | el Bosc                | Santa Maria de Merlès | masia            | 18th century                             | 41° 58′ 13″ N, 1° 57′ 14″ E / 41.9703100695937°N,1.95387938940967°E ca:Sector sud del terme municipal      |                                                      |                                               | Modifica les dades a Wikidata |
|        | el Castellot           | Santa Maria de Merlès | masia            | 19th century                             | 42° 00′ 01″ N, 1° 59′ 00″ E / 42.0002324955256°N,1.98324976737207°E ca:Sector central del terme municipal  |                                                      |                                               | Modifica les dades a Wikidata |
|        | el Coll de Pitxell     | Santa Maria de Merlès | masia            |                                          | 41° 55′ 50″ N, 1° 58′ 08″ E / 41.9306542579755°N,1.96883249245841°E                                        |                                                      |                                               | Modifica les dades a Wikidata |
|        | el Pujol               | Santa Maria de Merlès | masia            |                                          | 42° 00′ 21″ N, 1° 56′ 54″ E / 42.0059699213486°N,1.94829602362266°E ca:Sector oest del terme municipal     |                                                      |                                               | Modifica les dades a Wikidata |
|        | el Riambau             | Santa Maria de Merlès | masia            |                                          | 41° 59′ 52″ N, 1° 59′ 15″ E / 41.9978294217924°N,1.98751396341054°E ca:Sector central del terme municipal  |                                                      |                                               | Modifica les dades a Wikidata |
|        | el Solerot             | Santa Maria de Merlès | masia            |                                          | 41° 57′ 55″ N, 1° 58′ 56″ E / 41.9652328933109°N,1.98221352368068°E ca:Sector sud del terme municipal      |                                                      |                                               | Modifica les dades a Wikidata |
|        | el Vilar               | Santa Maria de Merlès | masia            | 18th century                             | 41° 58′ 38″ N, 1° 56′ 03″ E / 41.977240327633°N,1.934279417066°E ca:Sector sud-oest del terme municipal    |                                                      |                                               | Modifica les dades a Wikidata |
|        | els Ballarons          | Santa Maria de Merlès | masia            |                                          | 42° 00′ 06″ N, 1° 59′ 16″ E / 42.0017401533678°N,1.98772968329092°E                                        |                                                      |                                               | Modifica les dades a Wikidata |
|        | la Bruguera            | Santa Maria de Merlès | masia            | 18th century                             | 41° 57′ 41″ N, 1° 57′ 40″ E / 41.961274490883°N,1.9610931019706°E ca:Sector sud del terme municipal        |                                                      |                                               | Modifica les dades a Wikidata |
|        | la Casa Cremada        | Santa Maria de Merlès | masia            |                                          | 41° 57′ 36″ N, 1° 58′ 17″ E / 41.9600213207633°N,1.97146033097975°E                                        |                                                      |                                               | Modifica les dades a Wikidata |
|        | la Casa de Fusta       | Santa Maria de Merlès | masia            |                                          | 41° 57′ 34″ N, 1° 55′ 01″ E / 41.9593587020958°N,1.91703752405403°E                                        |                                                      |                                               | Modifica les dades a Wikidata |
|        | la Caseta              | Santa Maria de Merlès | masia            |                                          | 42° 01′ 16″ N, 1° 58′ 32″ E / 42.0212403992011°N,1.97568008035546°E                                        |                                                      |                                               | Modifica les dades a Wikidata |
|        | la Cogulada            | Santa Maria de Merlès | masia            |                                          | 41° 59′ 15″ N, 1° 59′ 36″ E / 41.9873796965101°N,1.9934138417892°E                                         |                                                      |                                               | Modifica les dades a Wikidata |
|        | la Cortada dels Llucs  | Santa Maria de Merlès | masia            | Estil: arquitectura popular              | 42° 00′ 31″ N, 1° 58′ 44″ E / 42.008474°N,1.978753°E                                                       | bé cultural d'interès nacional                       |                                               | Modifica les dades a Wikidata |
|        | la Guaita de Pregones  | Santa Maria de Merlès | masia            | Estil: arquitectura popular 18th century | 41° 58′ 14″ N, 1° 56′ 46″ E / 41.970613°N,1.946121°E ca:Sector sud del terme municipal                     | bé cultural d'interès nacional                       |                                               | Modifica les dades a Wikidata |
|        | la Pinya               | Santa Maria de Merlès | masia            | 18th century                             | 42° 02′ 08″ N, 1° 58′ 37″ E / 42.0356447929717°N,1.97703143326905°E ca:Sector nord del terme municipal     |                                                      |                                               | Modifica les dades a Wikidata |
|        | la Rectoria            | Santa Maria de Merlès | masia            |                                          | 41° 58′ 14″ N, 1° 57′ 21″ E / 41.9706059315993°N,1.95570902936401°E                                        |                                                      |                                               | Modifica les dades a Wikidata |
|        | la Riera de Tortafè    | Santa Maria de Merlès | masia            |                                          | 41° 57′ 33″ N, 1° 55′ 18″ E / 41.9592503596813°N,1.92179367691174°E                                        |                                                      |                                               | Modifica les dades a Wikidata |
|        | la Tor Nova            | Santa Maria de Merlès | masia            |                                          | 41° 59′ 53″ N, 1° 56′ 19″ E / 41.9981082564695°N,1.93862128310318°E                                        |                                                      |                                               | Modifica les dades a Wikidata |
|        | la Tor de Merlès       | Santa Maria de Merlès | masia            | Estil: arquitectura popular              | 42° 00′ 00″ N, 1° 56′ 36″ E / 41.999967°N,1.943365°E                                                       | bé integrant del patrimoni cultural català           |                                               | Modifica les dades a Wikidata |
|        | la Torre de Merlès     | Santa Maria de Merlès | masia            |                                          | 41° 59′ 20″ N, 1° 58′ 08″ E / 41.9888993549239°N,1.96878630153702°E                                        |                                                      |                                               | Modifica les dades a Wikidata |
|        | la Torreta             | Santa Maria de Merlès | masia            |                                          | 41° 57′ 16″ N, 1° 54′ 46″ E / 41.9544284425792°N,1.91283761040118°E                                        |                                                      |                                               | Modifica les dades a Wikidata |
|        | la Tovella             | Santa Maria de Merlès | masia            |                                          | 41° 59′ 55″ N, 1° 56′ 40″ E / 41.9986399643164°N,1.94451675421745°E                                        |                                                      |                                               | Modifica les dades a Wikidata |
|        | la Viscola             | Santa Maria de Merlès | masia            | 18th century                             | 41° 58′ 40″ N, 1° 59′ 29″ E / 41.9776708183121°N,1.99138203706898°E ca:Sector est del terme municipal      |                                                      |                                               | Modifica les dades a Wikidata |
|        | les Alforges           | Santa Maria de Merlès | masia            | 18th century                             | 41° 59′ 01″ N, 1° 59′ 35″ E / 41.9835484223382°N,1.99301548183818°E ca:Sector est del terme municipal      |                                                      |                                               | Modifica les dades a Wikidata |
|        | les Canals             | Santa Maria de Merlès | masia            |                                          | 41° 57′ 32″ N, 1° 54′ 29″ E / 41.9588873716612°N,1.90816439474918°E                                        |                                                      |                                               | Modifica les dades a Wikidata |
|        | les Canals del Riambau | Santa Maria de Merlès | masia            |                                          | 41° 59′ 51″ N, 1° 59′ 44″ E / 41.9974758621199°N,1.99545221804358°E                                        |                                                      |                                               | Modifica les dades a Wikidata |
|        | les Cases              | Santa Maria de Merlès | masia            | 17th century                             | 41° 59′ 42″ N, 1° 57′ 27″ E / 41.9948867798176°N,1.9576061278263°E ca:Sector oest del terme municipal      |                                                      |                                               | Modifica les dades a Wikidata |
|        | les Martines           | Santa Maria de Merlès | masia            |                                          | 41° 59′ 45″ N, 1° 59′ 57″ E / 41.9957332469132°N,1.99907759389561°E ca:Sector est del terme municipal      |                                                      |                                               | Modifica les dades a Wikidata |
|        | les Roques             | Santa Maria de Merlès | masia            |                                          | 41° 56′ 14″ N, 1° 58′ 01″ E / 41.9373384861968°N,1.96697572138972°E                                        |                                                      |                                               | Modifica les dades a Wikidata |
|        | les Valls              | Santa Maria de Merlès | masia            | 18th century                             | 41° 56′ 27″ N, 1° 58′ 26″ E / 41.9408496050387°N,1.97384340890654°E ca:Sector sud del terme municipal      |                                                      |                                               | Modifica les dades a Wikidata |
|        | les Vinyotes           | Santa Maria de Merlès | masia            | 18th century                             | 41° 58′ 41″ N, 1° 55′ 37″ E / 41.978158200643°N,1.92693056363603°E ca:Sector sud-oest del terme municipal  |                                                      |                                               | Modifica les dades a Wikidata |
|        | palau del Roc          | Santa Maria de Merlès | masia            | Estil: arquitectura popular 18th century | 42° 00′ 46″ N, 1° 58′ 53″ E / 42.012867°N,1.981508°E ca:Sector central del terme municipal                 | bé integrant del patrimoni cultural català           |                                               | Modifica les dades a Wikidata |

## molí d'aigua
| imatge | Nom              | Ubicat a              | instància de | Detalls                                  | coordenades                                                                                | Protecció                                  | Commons (més fotos)                     | Dades a WD                    |
| ------ | ---------------- | --------------------- | ------------ | ---------------------------------------- | ------------------------------------------------------------------------------------------ | ------------------------------------------ | --------------------------------------- | ----------------------------- |
|        | el Molinou       | Santa Maria de Merlès | molí d'aigua |                                          | 42° 00′ 57″ N, 1° 59′ 05″ E / 42.0158170848819°N,1.98464409179449°E                        |                                            | Molí Nou (Santa Maria de Merlès)        | Modifica les dades a Wikidata |
|        | molí d'Escrigues | Santa Maria de Merlès | molí d'aigua | Estil: arquitectura popular 17th century | 42° 00′ 17″ N, 1° 58′ 51″ E / 42.004702°N,1.98095°E ca:Sector central del terme municipal  | bé integrant del patrimoni cultural català | Molí d'Escrigues                        | Modifica les dades a Wikidata |
|        | molí de Vilalta  | Santa Maria de Merlès | molí d'aigua | Estil: arquitectura popular              | 42° 01′ 24″ N, 1° 59′ 28″ E / 42.023263°N,1.990993°E ca:Sector nord del terme municipal    | bé integrant del patrimoni cultural català | Molí de Vilalta (Santa Maria de Merlès) | Modifica les dades a Wikidata |
|        | molí del Mas     | Santa Maria de Merlès | molí d'aigua | Estil: arquitectura popular 18th century | 41° 59′ 28″ N, 1° 58′ 19″ E / 41.990995°N,1.971945°E ca:Sector central del terme municipal | bé integrant del patrimoni cultural català |                                         | Modifica les dades a Wikidata |

## muntanya
| imatge | Nom                      | Ubicat a                                  | instància de | Detalls | coordenades                                                  | Protecció | Commons (més fotos) | Dades a WD                    |
| ------ | ------------------------ | ----------------------------------------- | ------------ | ------- | ------------------------------------------------------------ | --------- | ------------------- | ----------------------------- |
|        | Camprodon                | Santa Maria de Merlès                     | muntanya     |         | 41° 58′ 19″ N, 1° 57′ 32″ E / 41.9719°N,1.95897°E 791.2 msnm |           |                     | Modifica les dades a Wikidata |
|        | Roca de les Baumes       | Santa Maria de Merlès                     | muntanya     |         | 42° 01′ 28″ N, 1° 58′ 55″ E / 42.0245°N,1.98194°E 612.2 msnm |           |                     | Modifica les dades a Wikidata |
|        | Roques del Cau dels Gats | Santa Maria de Merlès                     | muntanya     |         | 42° 01′ 43″ N, 2° 00′ 41″ E / 42.0286°N,2.01144°E 680.6 msnm |           |                     | Modifica les dades a Wikidata |
|        | Serra de Sant Joan       | Santa Maria de Merlès                     | muntanya     |         | 41° 59′ 00″ N, 1° 58′ 27″ E / 41.9832°N,1.97406°E            |           |                     | Modifica les dades a Wikidata |
|        | Serrat Llobater          | Sant Feliu Sasserra Santa Maria de Merlès | muntanya     |         | 41° 57′ 26″ N, 1° 59′ 13″ E / 41.9572°N,1.98689°E 695.8 msnm |           |                     | Modifica les dades a Wikidata |
|        | Serrat de les Comes      | Santa Maria de Merlès                     | muntanya     |         | 42° 00′ 46″ N, 2° 00′ 28″ E / 42.0128°N,2.0078°E 757.7 msnm  |           |                     | Modifica les dades a Wikidata |

## pont
| imatge | Nom                                      | Ubicat a              | instància de | Detalls                                               | coordenades                                                                                | Protecció                                  | Commons (més fotos)           | Dades a WD                    |
| ------ | ---------------------------------------- | --------------------- | ------------ | ----------------------------------------------------- | ------------------------------------------------------------------------------------------ | ------------------------------------------ | ----------------------------- | ----------------------------- |
|        | Pont de Sant Cristòfol                   | Santa Maria de Merlès | pont         | 20th century Estat: bon estat                         | 42° 01′ 14″ N, 1° 59′ 19″ E / 42.02051°N,1.98872°E ca:Sector nord del terme municipal      |                                            |                               | Modifica les dades a Wikidata |
|        | Pont de ferro de la Fàbrica              | Santa Maria de Merlès | pont         | 20th century Estat: malmès                            | 41° 59′ 51″ N, 1° 58′ 45″ E / 41.99759°N,1.9792°E ca:Sector central del terme municipal    |                                            |                               | Modifica les dades a Wikidata |
|        | Pont de la Fàbrica                       | Santa Maria de Merlès | pont         | 20th century Estat: bon estat                         | 41° 59′ 50″ N, 1° 58′ 42″ E / 41.9971°N,1.97845°E ca:Sector central del terme municipal    |                                            |                               | Modifica les dades a Wikidata |
|        | Pont de la Molina                        | Santa Maria de Merlès | pont         | 1931 Estat: bon estat                                 | 41° 59′ 21″ N, 1° 58′ 03″ E / 41.98921°N,1.96748°E ca:Sector sud-oest del terme municipal  |                                            |                               | Modifica les dades a Wikidata |
|        | Pont de la resclosa del molí d'Escrigues | Santa Maria de Merlès | pont         | 20th century Estat: bon estat                         | 42° 00′ 34″ N, 1° 58′ 57″ E / 42.00934°N,1.98243°E ca:Sector central del terme municipal   |                                            |                               | Modifica les dades a Wikidata |
|        | Pont del Regatell                        | Santa Maria de Merlès | pont         | 18th century Estat: bon estat                         | 42° 01′ 43″ N, 1° 59′ 18″ E / 42.02864°N,1.9884°E ca:Sector nord del terme municipal       |                                            |                               | Modifica les dades a Wikidata |
|        | Pont del molí d'Escrigues                | Santa Maria de Merlès | pont         | 20th century Estat: bon estat                         | 42° 00′ 18″ N, 1° 58′ 54″ E / 42.00503°N,1.98158°E ca:Sector central del terme municipal   |                                            |                               | Modifica les dades a Wikidata |
|        | la Palanca                               | Santa Maria de Merlès | pont         | Travessa: riera de Merlès                             | 41° 59′ 25″ N, 1° 58′ 19″ E / 41.9904036072229°N,1.97181641447234°E                        |                                            |                               | Modifica les dades a Wikidata |
|        | pont de Santa Maria de Merlès            | Santa Maria de Merlès | pont         | Estil: arquitectura popular Travessa: riera de Merlès | 42° 00′ 01″ N, 1° 58′ 52″ E / 42.000325°N,1.980995°E ca:Sector central del terme municipal | bé integrant del patrimoni cultural català | Pont de Santa Maria de Merlès | Modifica les dades a Wikidata |

## serra
| imatge | Nom                         | Ubicat a                     | instància de | Detalls | coordenades                                                             | Protecció | Commons (més fotos) | Dades a WD                    |
| ------ | --------------------------- | ---------------------------- | ------------ | ------- | ----------------------------------------------------------------------- | --------- | ------------------- | ----------------------------- |
|        | Carena de l'Obaga           | Avinyó Santa Maria de Merlès | serra        |         | 41° 55′ 30″ N, 1° 59′ 01″ E / 41.92503333°N,1.98362194°E 553.6 msnm     |           |                     | Modifica les dades a Wikidata |
|        | Cuassacs                    | Sagàs Santa Maria de Merlès  | serra        |         | 42° 01′ 27″ N, 1° 58′ 30″ E / 42.02413889°N,1.97511111°E 670 670.3 msnm |           |                     | Modifica les dades a Wikidata |
|        | serrat de la Llobeta        | Gaià Santa Maria de Merlès   | serra        |         | 41° 57′ 57″ N, 1° 56′ 15″ E / 41.96583056°N,1.93741389°E 697.5 msnm     |           |                     | Modifica les dades a Wikidata |
|        | serrat de les Sis Quarteres | Gaià Santa Maria de Merlès   | serra        |         | 41° 57′ 10″ N, 1° 54′ 40″ E / 41.9529°N,1.91103°E 525.6 msnm            |           |                     | Modifica les dades a Wikidata |
|        | serrat del Calvari          | Santa Maria de Merlès        | serra        |         | 41° 58′ 22″ N, 1° 58′ 17″ E / 41.9728°N,1.9715°E 456.8 msnm             |           |                     | Modifica les dades a Wikidata |
|        | serrat dels Morts           | Santa Maria de Merlès        | serra        |         | 41° 59′ 40″ N, 1° 59′ 29″ E / 41.99444722°N,1.99135556°E                |           |                     | Modifica les dades a Wikidata |

## Misc
| imatge | Nom                                        | Ubicat a              | instància de            | Detalls    | coordenades | Protecció                       | Commons (més fotos) | Dades a WD                    |
| ------ | ------------------------------------------ | --------------------- | ----------------------- | ---------- | --- | ------------------------------- | ------------------- | ----------------------------- |
|        | Camprodón                                  | Santa Maria de Merlès | vèrtex geodèsic         | Alt: 1.16m | 41° 58′ 18″ N, 1° 57′ 33″ E / 41.971784°N,1.959098°E 789.257 msnm                                                                                               |                                 |                     | Modifica les dades a Wikidata |
|        | Massacre de la Serra de Degollats          | Santa Maria de Merlès | massacre crim de guerra |            | 41° 59′ 22″ N, 1° 59′ 20″ E / 41.989527°N,1.98888°E Serra de Degollats                                                                                          |                                 |                     | Modifica les dades a Wikidata |
|        | casa consistorial de Santa Maria de Merlès | Santa Maria de Merlès | casa consistorial       |            | 42° 00′ 03″ N, 1° 58′ 42″ E / 42.0009715°N,1.9783806°E |                                 |                     | Modifica les dades a Wikidata |
|        | jaciment de Can Bonells                    | Santa Maria de Merlès | jaciment arqueològic    |            | 42° 01′ 08″ N, 1° 59′ 38″ E / 42.01888889°N,1.99388889°E ca:Partida de Quintà de Bonells al sud de la carretera C-62, a una zona d'extracció de graves 580 msnm | espai de protecció arqueològica |                     | Modifica les dades a Wikidata |